# Thermen

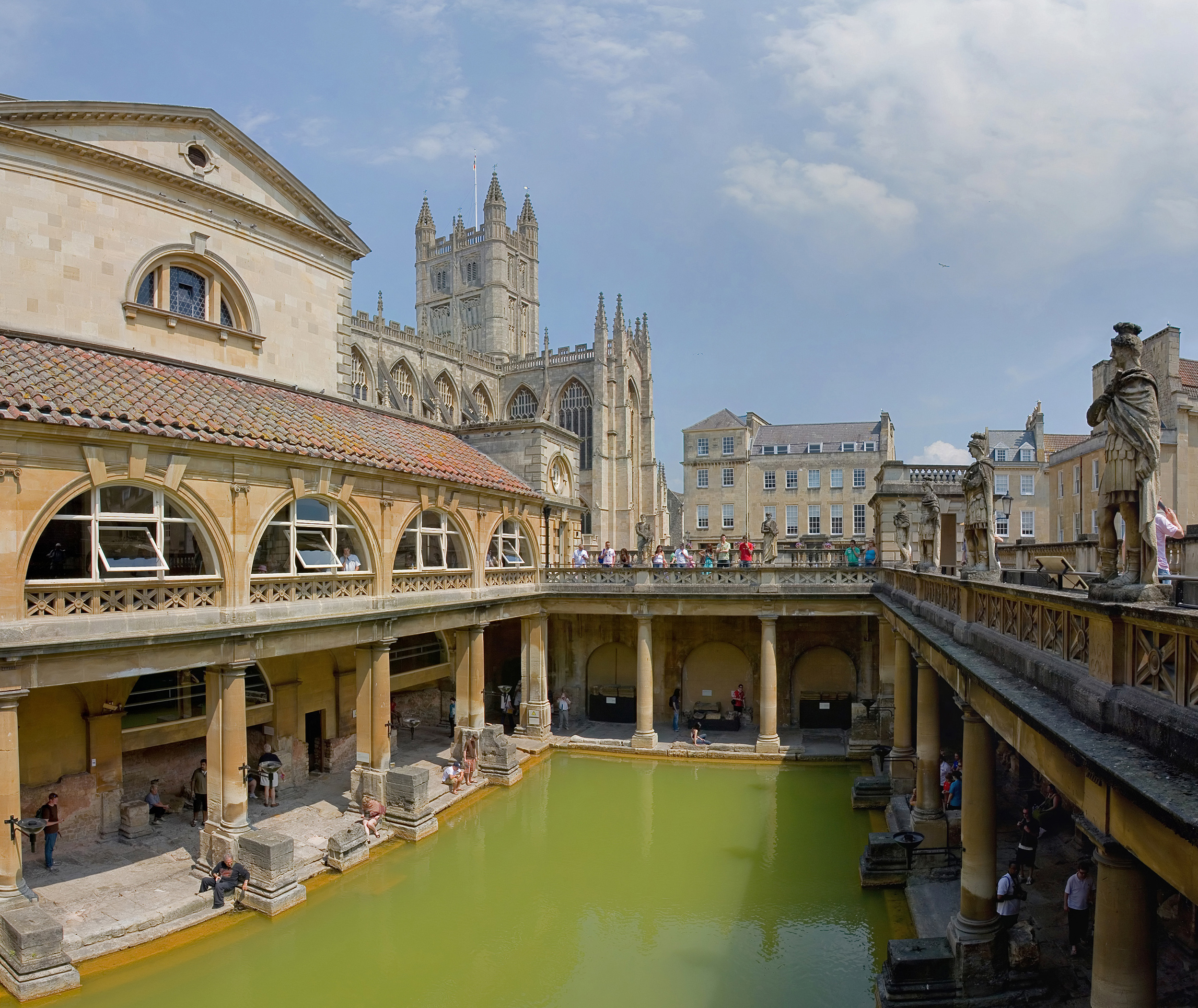
Romeinse baden in Bath

Thermen (Latijn: thermae) is de naam voor een grote badinrichting in de Romeinse wereld. Het woord is afgeleid van het Griekse bijvoeglijk naamwoord thermos dat warm betekent.

## Romeinse badcultuur
Vanaf de derde eeuw v.Chr. waren er badkamers in grote particuliere woningen, die klein en niet bepaald comfortabel waren. In de tweede eeuw v.Chr. verschenen de publieke badhuizen, aanvankelijk nog zeer eenvoudig, maar gaandeweg steeds luxueuzer. De algemene naam voor een badhuis in het Latijn is balneae ('baden'), de naam thermae gebruikten de Romeinen vooral voor de grotere badcomplexen. De badcultuur bij de Romeinen ontwikkelde zich snel; in de keizertijd gingen de meeste Romeinen vrijwel iedere dag naar de thermen. De thermen dienden niet alleen voor de lichaamsreiniging, maar ook om te sporten en als sociale ontmoetingsplaats. Er waren dan ook in alle Romeinse steden thermen. In Rome werden enorme thermencomplexen gebouwd, die enkele hectaren besloegen. De Thermen van Diocletianus en de Thermen van Caracalla waren de allergrootste.
Er werd naakt gesport en gebaad. Mannen en vrouwen baadden gescheiden. De thermen hadden aparte openingstijden voor mannen en vrouwen, of er waren aparte afdelingen voor mannen en vrouwen, zoals bij de Stabiaanse thermen in Pompeï en de Centrale thermen in Herculaneüm. Toch werd er ook wel gemengd gebruikgemaakt van de thermen: vrouwen wilden gebruikmaken van de veel uitgebreidere (sport)faciliteiten van de mannenbaden, en prostituees boden zich aan. Keizer Hadrianus (118-137 n.Chr.) vaardigde een wet uit die het gemengd baden verbood.

## Opbouw van de thermen

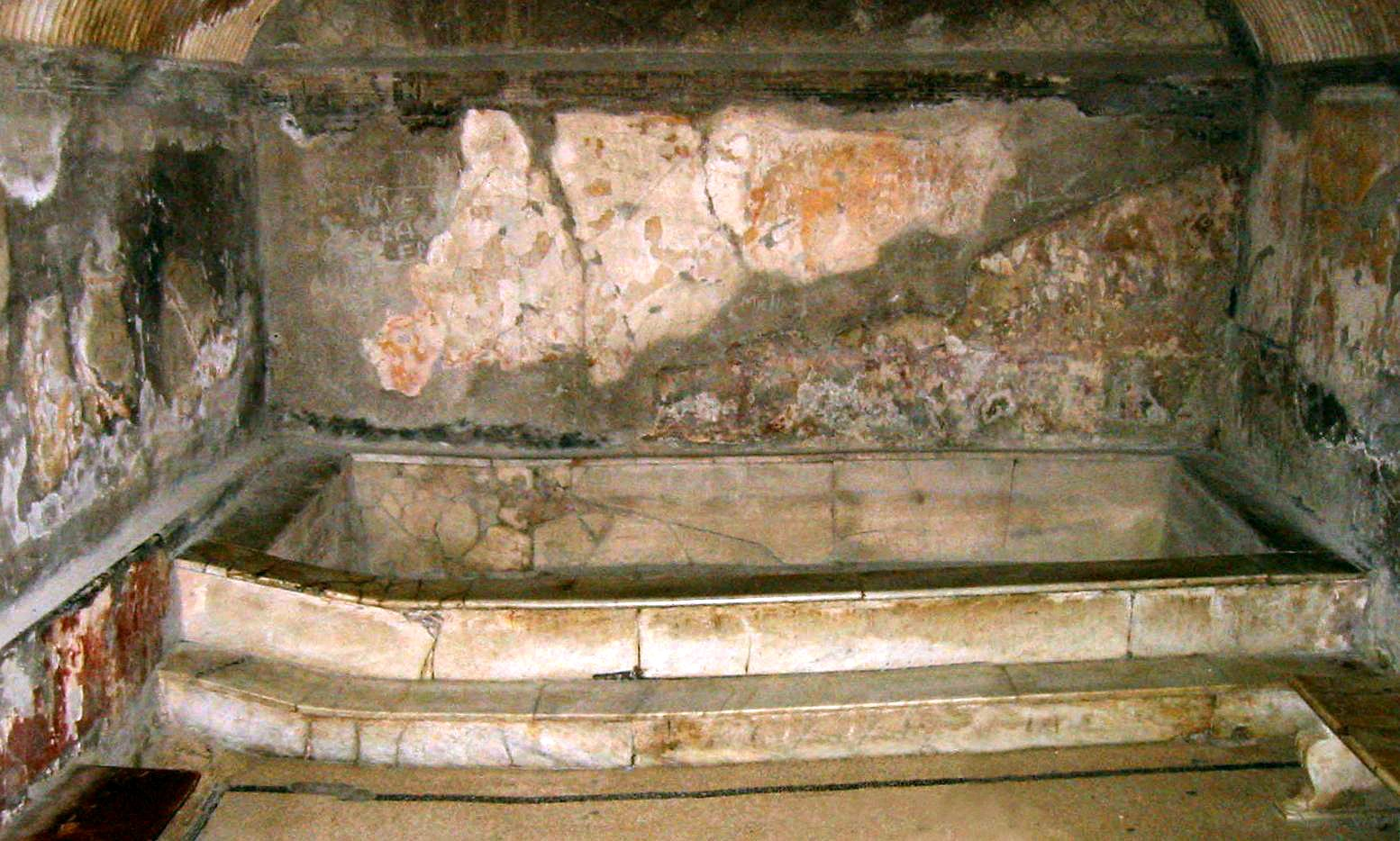
Een marmeren bassin (labrum) in het caldarium van de vrouwenafdeling van de Centrale thermen in Herculaneum.

De publieke thermen bestonden uit een kleedruimte (apodyterium), waarna men via de koudwaterzaal (frigidarium) en lauwwaterzaal (tepidarium) in de heetwaterzaal (caldarium of calidarium) kwam. Hierna werd dezelfde weg afgelegd in omgekeerde volgorde. Uiteraard waren er afwijkingen van dit schema. Soms ging men van het tepidarium eerst nog naar het sudatorium (zweetruimte, te vergelijken met een sauna) en pas daarna naar het caldarium. Sommige badhuizen hadden een laconicum. In de badruimtes waren aan de zijkanten bassins waarin men kon plaatsnemen, en er stonden stenen bekkens (labra) waar men water uit kon scheppen. De verwarming vond plaats door middel van een stookruimte (praefurnium) waarmee het water voor de bassins en bekkens werd verwarmd en waarvandaan hete lucht in het hypocaustum (het systeem van verwarming onder de zwevende vloer) werd geleid. De hete lucht ging onder de vloeren van de verwarmde badruimtes en via buizen (tubuli), eigenlijk holle stenen, door de wanden.
Hiernaast hadden de openbare thermen doorgaans ook nog een open tuin voor sport en spel (palaestra). Hierin bevond zich vaak een openluchtbad (natatio). De palaestra was omgeven door een zuilengalerij (porticus), waarin ruimtes konden zijn voor balspelen (sphaeristerium) en voor massages (unctorium). De Romein kon er zich laten insmeren met olie waarna er met een schraper het zweet, de olie en dode huidschilfers werden afgehaald. Soms waren er ook andere diensten zoals epileerders aanwezig. De meest uitgebreide thermen (waaronder de keizerlijke) hadden ook bibliotheken en studieruimtes.
Het gebruikte water werd meestal naar een latrine (Latijn: latrina of forica) geleid. Deze kon op het terrein van de thermen zelf zijn, maar ook erbuiten, zoals in het geval van de Forumbaden in Ostia. In de latrine waren banken met gaten waarop men plaats kon nemen om zijn behoefte te doen. Ongeveer een meter onder de banken stroomde het water dat uit de thermen afkomstig was.
De badruimtes werden van licht voorzien door middel van ramen en kaarsen.
Zeep hadden ze nog niet in hun tijd maar om de huid te verzachten en te voeden smeerden de Romeinen hun lichaam in met geurende olie en andere reukwaren.

## Bekende thermen
- Thermen van Caracalla in Rome
- Thermen van Diocletianus in Rome

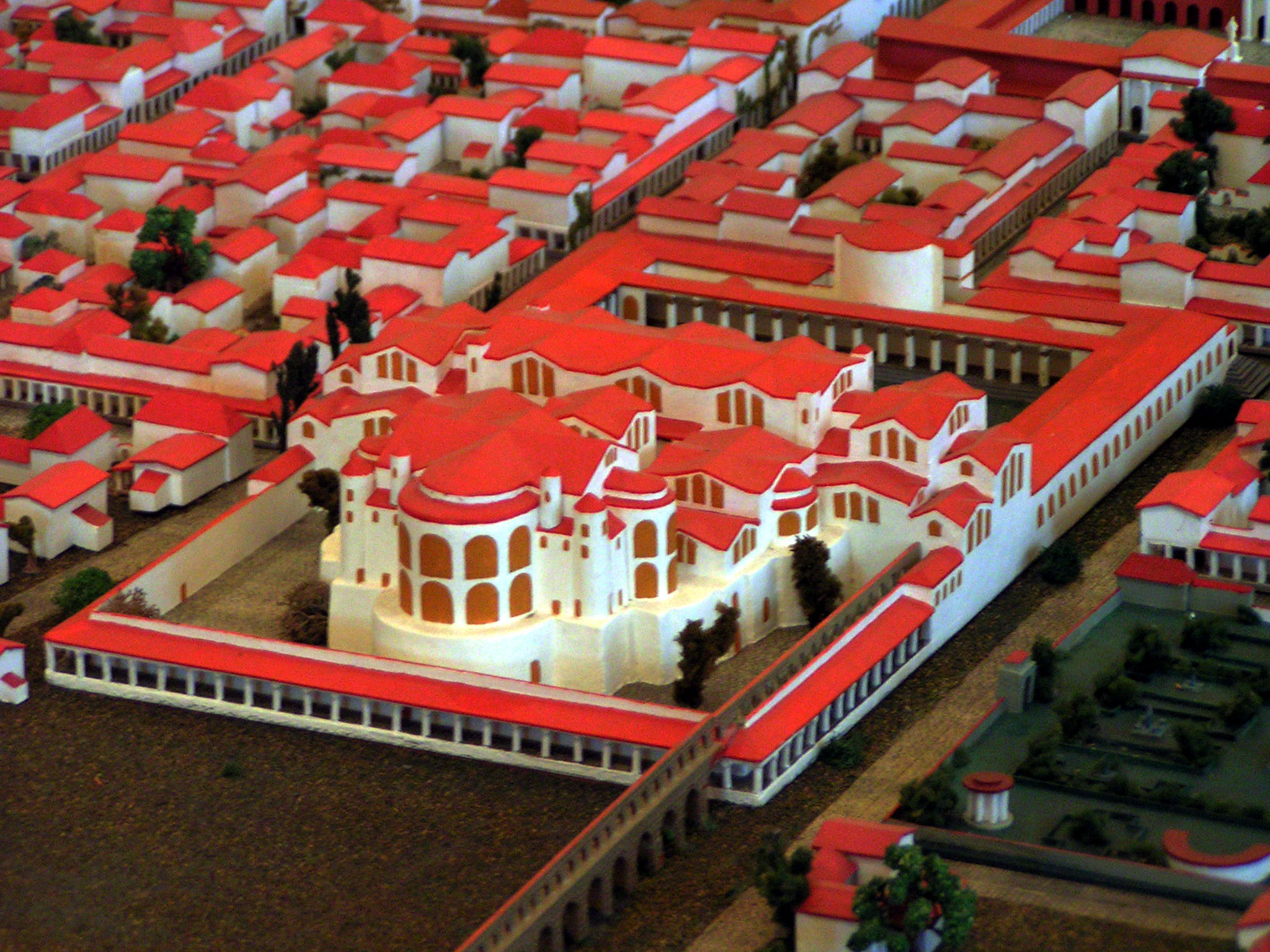
Maquette van de Keizerthermen in Trier

- Stabiaanse thermen en Forumthermen in Pompeï
- De Thermen van Neptunus in Ostia
- Centrale thermen en Suburbane thermen in Herculaneum
- Thermen van Valetudo in Glanum
- Thermen in Aarlen
- Thermen in Heerlen (Thermenmuseum)
- Thermenmuseum in Xanten
- Keizerthermen en Barbarathermen in Trier
- Thermen van Cluny in Parijs, waarin het Musée de Cluny gevestigd is
- Thermen in Bath (Engeland)
- Thermen in Maastricht
- Thermenmuseum in Heerlen
- Thermen van Sant’Antonio in Catania, Sicilië